# Mole Valley
Pour la circonscription électorale, voir Mole Valley (circonscription britannique).
Mole Valley est un district non métropolitain à statut de borough du Surrey, en Angleterre. Il doit son nom à la Mole, un affluent de la Tamise. Son chef-lieu est Dorking.

## Composition
Le district est composé des villes et paroisses civiles suivantes :
- Abinger
- Betchworth
- Brockham
- Buckland
- Capel
- Charlwood
- Dorking
- Headley
- Holmwood
- Leatherhead
- Leigh
- Mickleham
- Newdigate
- Ockley
- Wotton